# Chiesa di Sant'Anastasio (Pistoia)
La ex chiesa di Sant'Anastasio si trova a Pistoia, in via Sant'Anastasio.

## Storia
La chiesa venne fondata probabilmente nel VII secolo ed aveva una tripla intitolazione ai santi Pietro, Paolo ed Anastasio. Il luogo su cui sorgeva era l'antichissima "Sala", la corte regia longobarda, a ridosso della prima cerchia muraria. Nel XII secolo venne ricostruita in forme romaniche.  Dalla redazione di una visita apostolica del 1582 ci è noto come nella chiesa si inumassero i bambini e gli "schiavetti", ma non gli adulti, e come fossero presenti due altari
Di nuovo fu rinnovata nel XVIII secolo, prima di venire soppressa nel 1779 dal vescovo Giuseppe Ippoliti, che unì la parrocchia a quella di Sant'Ilario. Oggi la chiesa si riconosce solo dai resti del portale in angolo alla via e dal rivestimento in pietra.